# Automóvel Clube da França
Automóvel Clube da França (Automobile Club de France - ACF) é um luxuoso clube privado francês, originalmente reservado apenas aos homens fundado em 12 de novembro de 1895 e situado no hotel Plessis-Bellière na Praça da Concórdia 6-8, no 8º distrito de Paris. 
Ele é gerido por uma "sociedade de gestão" do Automobile Club de France. E é o mais antigo automóvel clube do mundo.